# Rabędy (powiat ostrowski)
Rabędy – wieś sołecka w Polsce położona w województwie mazowieckim, w powiecie ostrowskim, w gminie Stary Lubotyń.
W latach 1921 – 1939 wieś leżała w województwie białostockim, w powiecie łomżyńskim, w gminie Lubotyń.
Podczas spisu powszechnego z 1921 roku miejscowość liczyła 23 domy i 145 mieszkańców. Wszyscy mieszkańcy podali narodowość polską i religię katolicką.
W wyniku napaści ZSRR na Polskę we wrześniu 1939 miejscowość znalazła się pod okupacją sowiecką. W pobliżu miejscowości przebiegała, ustalona w 1939 roku, granica niemiecko-radziecka. Od czerwca 1941 roku pod okupacją niemiecką. Od 22 lipca 1941 do 1945 włączona w skład Landkreis Lomscha, Bezirk Bialystok III Rzeszy.
W latach 1975–1998 miejscowość należała administracyjnie do województwa ostrołęckiego.
Wierni Kościoła rzymskokatolickiego należą do parafii Nawiedzenia Najświętszej Maryi Panny w Starym Lubotyniu.